# ZIL 111
La ZIL 111 est une automobile fabriquée entre 1959 et 1967 par le constructeur soviétique de limousines ZIL. De forte inspiration américaine, la voiture ne fut produite qu’à très peu d’exemplaires.

## Histoire
En 1956, la déstalinisation entreprise par Nikita Khrouchtchev renomme l’usine ZIS en ZIL, pour Zavod Imeni Likhatchiova, du nom d’un ancien directeur de l’usine.
La même année, une ZIL 111 type Moskva est présentée à l’Exposition industrielle de Moscou, mais ne sera pas retenue pour la série.
Peu après, l’usine se fait livrer deux Packard Patrician et une Chrysler Imperial, qui vont fortement inspirer le modèle final, présenté publiquement en novembre 1957 et fabriqué à partir de 1959. La ZIL 111 est pourtant bien plus imposante que ses inspiratrices américaines, avec un empattement de 3,76m et une longueur de 6,14m !
Sous le capot, on trouve le premier V8 russe, un 5980 cm³, dont la puissance est estimée entre 200 et 220 ch, le tout accouplé à une boîte automatique à deux rapports, inspiré du système Power Flite de Chrysler. L’équipement est à la hauteur, et s’apparente à celui de la ZIS 110. La version gouvernementale 111A ajoute même l’air conditionné. Un cabriolet 111V fait son apparition en 1961.
Un profond restylage est opéré en 1963, dans le style de la Cadillac 1961, la berline est à cette occasion renommée 111G et le cabriolet prend le nom de 111D.
La carrière de la 111 prend fin en 1967, et la production fait état de 112 exemplaires sortis de l’usine.

## Galerie

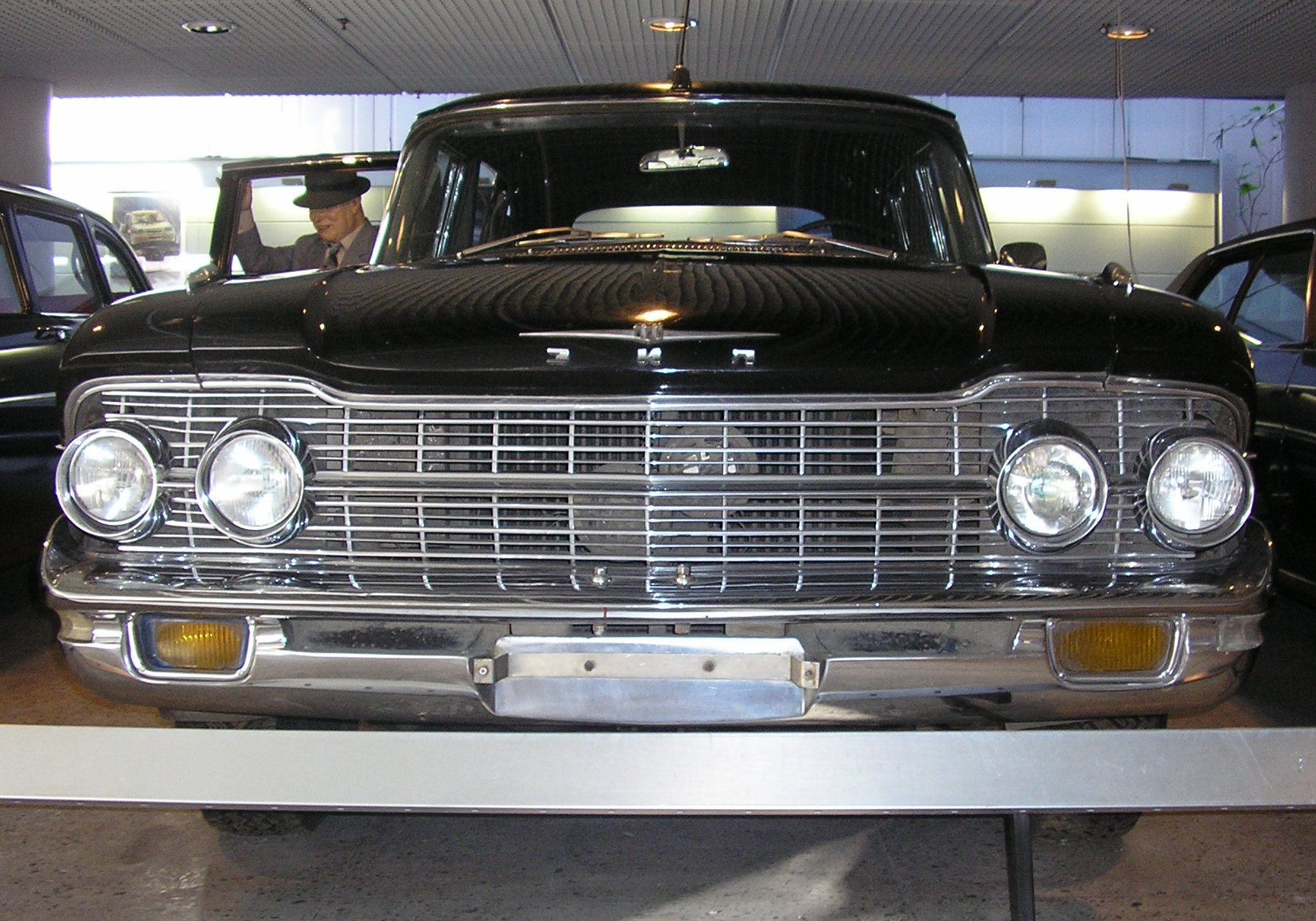
ZIL 111G, vue avant, Motormusée de Riga.
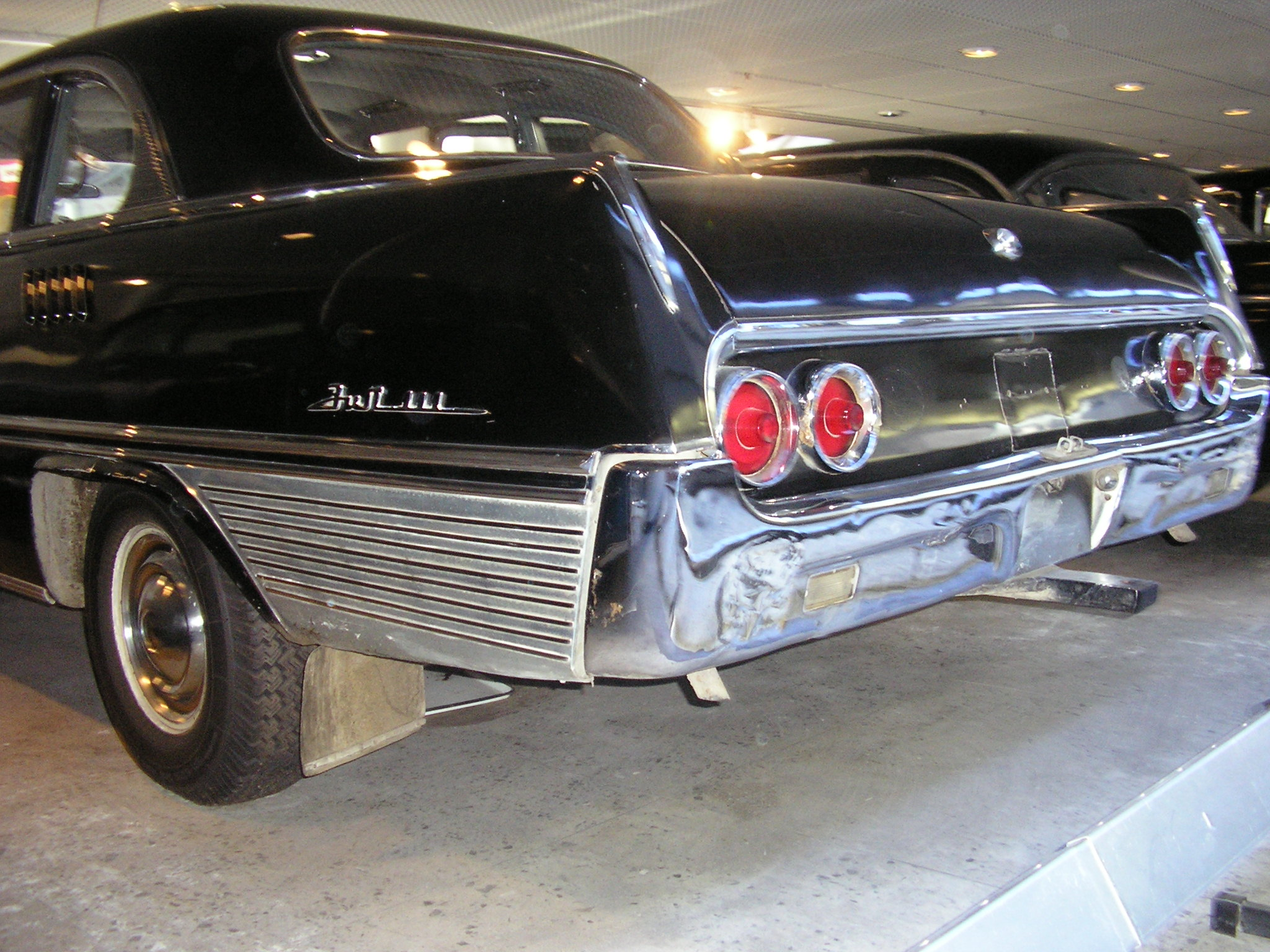
ZIL 111G, vue arrière

## Sources
- Bernard Vermeylen, Voitures des pays de l'Est, Boulogne-Billancourt, ETAI, 2008, 239 p. (ISBN 9782726888087, OCLC 470767381)